# Único (canção de Lali Espósito)
"Único" é a primeira canção lançada do segundo álbum de estúdio, Soy, da cantora argentina Lali Espósito. Composta pela própria intérprete com auxilo dos produtores do álbum antecessor "A Bailar", foi lançado no formato Contemporary hit radio no dia 20 de março de 2016 por uma rádio comercial transmitida para 10 países da América Latina e a Espanha. 

## Antecedentes e lançamento
A canção foi executada pela primeira vez em uma apresentação ao vivo no Estádio Luna Park em Buenos Aires no dia 18 de março, correspondente ao penúltimo show da turnê A Bailar Tour na Argentina. Na manhã do dia 19 de março foi divulgado que a canção seria oficialmente lançada no programa "40 Global Show" da rádio Los 40 Principales para países da América Latina e Espanha no dia 20 de março, porém na noite do dia 19 o single foi lançado oficialmente no iTunes de quase todo o mundo, e também no Spotify da Europa e Ásia.

## Recepção

### Crítica
Após o lançamento da canção, os sites argentinos e estrangeiros classificaram a música como a nova era de Lali Espósito, por seu alto desenvolvimento comercial e a mudança no som quanto ao álbum antecessor, "A Bailar". O site argentino Cadena 3 destacou: "Único experimenta um novo som com o eletrônico e o dubstep", chamando atenção ao classifica-lo como hit do outono. Sobre a primeira apresentação da canção ao vivo, o site "Fashion TV Latinoamérica" expressou: "Não podemos acreditar nesses movimentos". No título da matéria, o portal digital "Montevideo" do Uruguai assegurou que "Não há dois iguais".

### Desempenho comercial
Na noite do dia 19 de março de 2016 a canção foi lançada para todo o mundo em formato de Download digital em diversas plataformas, estreando em primeiro lugar no iTunes da Argentina e do Uruguai. A melhor posição alcançada no iTunes da Itália, quinquagésima-nona, fez com que a canção recebesse o título de segunda melhor estréia latina do ano na plataforma no país em questão. No Brasil estreou em #168 posição no iTunes, indo horas mais tarde alcançar o posto #101, e na plataforma musical do Google a música estreou em segunda posição na lista de vendas latinas e mais tarde alcançou o primeiro lugar. No Peru, estreou em décima primeira posição, chegando a ficar na sexta posição no dia seguinte, o mesmo fato ocorreu no Chile, que estreou na posição #91 e no dia seguinte alcançou a sétima posição. Na Espanha, o primeiro país a lançar a música no formato Contemporary hit radio, estreou na posição #68, e no Play Store a posição décima-sétima. Quase 10 dias após o lançamento oficial, a canção foi disponibilizada nos serviços tanto de Streaming quanto Download digital nos Estados Unidos, Canadá, Porto Rico, Reino Unido e Alemanha, na qual estavam bloqueados. No serviço de streaming Apple Music, a canção entrou nas principais playlists latinas da plataforma sendo elas "Lo nuevo de Apple Music" e "Latinos de fiesta", neste último entraram outros dois singles da cantora, A Bailar e Histeria.

## Performances
A primeira apresentação ao vivo ocorreu um dia antes do lançamento oficial nas plataformas digitais, em duas apresentações do A Bailar Tour no Estádio Luna Park em Buenos Aires. A segunda apresentação ocorreu em um showcase para 150 empresários latinos da Sony Music Latin no Porto Rico. Espósito realizou outras performances da canção junto com outras derivadas do mesmo álbum, como em maio no programa televisivo argentino Showmatch, Programa Susana Gimenez e no show beneficente da Unicef Un sol para los chicos. Na Espanha, a canção foi apresentada no festival Coca-Cola On The Beach. Lali também cantou a faixa no lançamento do aplicativo para celular Coca-Cola For Me.

## Lyric vídeo
A versão "Lyric Vídeo" foi lançado no dia 20 de março na conta Vevo da cantora no Youtube. Foi disponibilizado dois vídeos, um deles contém as legendas da música e outro não. Um dia após o lançamento, o vídeo lyric sem legenda foi excluído do canal, ficando somente o lyric com legenda.

## Lista de faixas
| Download digital |         |                                                                 |                                                                 |         |  |
| N.º              | Título  | Compositor(es)                                                  | Produtor(es)                                                    | Duração |  |
| 1.               | "Único" | Mariana Espósito, Pablo Akselrad, Luis Burgio e Gustavo Novello | Mariana Espósito, Pablo Akselrad, Luis Burgio e Gustavo Novello | 3:40    |  |

## Desempenho
| Paradas musicais (2016)  | Melhor posição |
| ------------------------ | -------------- |
| Argentina - Media Forest | 2              |

### Histórico de lançamento
| País                 | Data                | Formato                     | Editora discográfica                                  |
| -------------------- | ------------------- | --------------------------- | ----------------------------------------------------- |
| Mundo                | 19 de março de 2016 | Download digital            | Sony Music Argentina Entertainment S.A Ariola Records |
| Europa               | 19 de março de 2016 | Streaming                   | Sony Music Argentina Entertainment S.A Ariola Records |
| Ásia                 | 19 de março de 2016 | Streaming                   | Sony Music Argentina Entertainment S.A Ariola Records |
| América Latina       | 20 de março de 2016 | Streaming                   | Sony Music Argentina Entertainment S.A Ariola Records |
| Espanha              | 20 de março de 2016 | Contemporary hit radio      | Sony Music Argentina Entertainment S.A Ariola Records |
| Argentina            | 20 de março de 2016 | Contemporary hit radio      | Sony Music Argentina Entertainment S.A Ariola Records |
| Paraguai             | 20 de março de 2016 | Contemporary hit radio      | Sony Music Argentina Entertainment S.A Ariola Records |
| Colômbia             | 20 de março de 2016 | Contemporary hit radio      | Sony Music Argentina Entertainment S.A Ariola Records |
| Chile                | 20 de março de 2016 | Contemporary hit radio      | Sony Music Argentina Entertainment S.A Ariola Records |
| Equador              | 20 de março de 2016 | Contemporary hit radio      | Sony Music Argentina Entertainment S.A Ariola Records |
| Costa Rica           | 20 de março de 2016 | Contemporary hit radio      | Sony Music Argentina Entertainment S.A Ariola Records |
| Panamá               | 20 de março de 2016 | Contemporary hit radio      | Sony Music Argentina Entertainment S.A Ariola Records |
| Guatemala            | 20 de março de 2016 | Contemporary hit radio      | Sony Music Argentina Entertainment S.A Ariola Records |
| República Dominicana | 20 de março de 2016 | Contemporary hit radio      | Sony Music Argentina Entertainment S.A Ariola Records |
| México               | 20 de março de 2016 | Contemporary hit radio      | Sony Music Argentina Entertainment S.A Ariola Records |
| Estados Unidos       | 31 de março de 2016 | Download digital, Streaming | Sony Music Argentina Entertainment S.A Ariola Records |
| Porto Rico           | 31 de março de 2016 | Download digital, Streaming | Sony Music Argentina Entertainment S.A Ariola Records |
| Canadá               | 31 de março de 2016 | Download digital, Streaming | Sony Music Argentina Entertainment S.A Ariola Records |
| Reino Unido          | 31 de março de 2016 | Download digital, Streaming | Sony Music Argentina Entertainment S.A Ariola Records |
| Alemanha             | 31 de março de 2016 | Download digital, Streaming | Sony Music Argentina Entertainment S.A Ariola Records |